# Josefina Scaglione
Pour les articles homonymes, voir Scaglione.
Josefina Scaglione, née en Argentine le 5 septembre 1987, est une actrice argentine. Elle a tenu le rôle de Maria dans la reprise de la comédie musicale West Side Story en 2009 à Broadway, elle a également interprété la professeure Diana Abrankhausen dans la série Kally's Mashup, la voix de la pop en 2018. Elle a été nommée aux Tony Awards dans la catégorie Meilleure actrice dans une comédie musicale en 2009.

## Filmographie
- 2025 : Kiss of the Spider Woman de Bill Condon